# Grimmiaceae
Grimmiaceae, porodica pravih mahovina u redu Grimmiales. Postoji blizu 300 vrsta unutar 12 rodova.

## Rodovi
1. Genus Aligrimmia
2. Genus Coscinodon
3. Genus Coscinodontella
4. Genus Dryptodon
5. Genus Grimmia
6. Genus Indusiella
7. Genus Jaffueliobryum
8. Genus Leucoperichaetium
9. Genus Racomitrium
10. Genus Schistidium
11. Genus Scouleria
12. Genus Tridontium